# Ulukbek Maripow

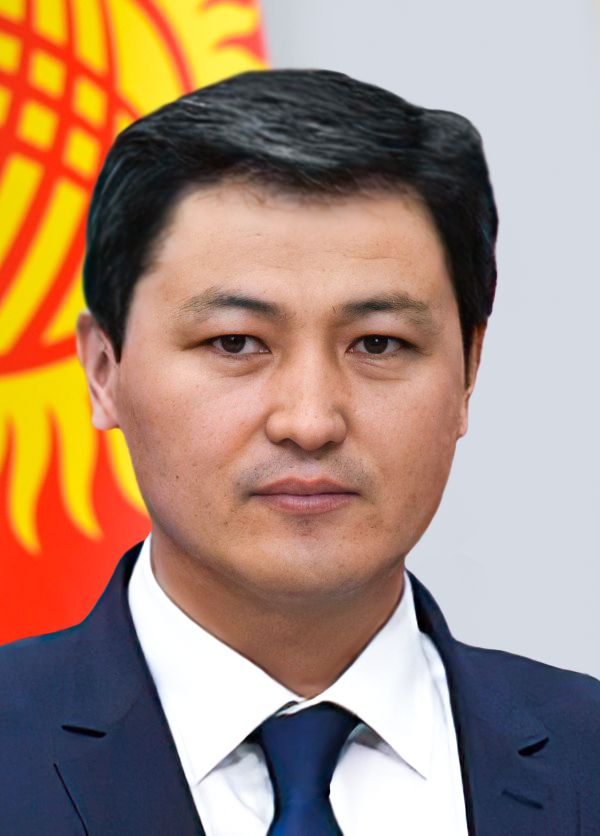
Ulukbek Maripow, 2021

Ulukbek Asamidinowitsch Maripow (kirgisisch Улукбек Асамидинович Марипов, * 31. August 1979 in Kirgis-Ata, Kirgisische SSR, heute Oblus Osch, Kirgisistan) ist ein kirgisischer Politiker und war zwischen dem 3. Februar 2021 und dem 13. Oktober 2021 Premierminister der Kirgisischen Republik.

## Politische Karriere
Maripow wurde 1979 als Sohn einer einflussreichen Familie im heutigen Oblus Osch geboren. Sowohl sein Vater Asamidin Maripow als auch sein Bruder Baktybek Maripow schlugen eine politische Karriere ein, sein Vater wurde nach der kirgisischen Unabhängigkeit Abgeordneter im Dschogorku Kengesch, dem kirgisischen Parlament. Ulukbek Maripow graduierte im Jahr 2001 an der Technischen Universität von Osch, der zweitgrößten Stadt Kirgisistans, im Bereich Finanzwissenschaft. Zwischen 2001 und 2003 war Maripow für das kirgisische Finanzministerium tätig, danach wurde er stellvertretender Gouverneur des Oblus Batken im Südwesten Kirgisistans. 2005 wechselte Maripow zurück in die kirgisische Landespolitik und wurde politischer Berater für Abgeordnete im Dschogorku Kengesch. Von 2006 bis 2010 war er während der Präsidentschaft Kurmanbek Bakijews in wechselnden Positionen in der Präsidialverwaltung tätig. Nach einer kurzzeitigen Beschäftigung als Leiter der Abteilung für internationale Zusammenarbeit im kirgisischen Ministerium für Notsituationen wechselte Maripow noch im Jahr 2010 in das Büro der Übergangspräsidentin Rosa Otunbajewa. Nach dem Sieg Almasbek Atambajews bei der Präsidentschaftswahl 2011 wurde Maripow Assistent des Präsidenten und im Jahr 2015 dessen stellvertretender Stabschef. Von 2016 bis 2021 leitete Ulukbek Maripow den Rechnungshof Kirgisistans.
Nach der Präsidentschaftswahl 2021 strebte Wahlsieger Sadyr Dschaparow eine Umbildung der amtierenden Regierung unter dem kommissarischen Premierminister Artjom Nowikow an. Im Vorfeld der Regierungsumbildung galt eine Fortsetzung der Amtszeit Nowikows im Amt des Premierministers als wahrscheinlich, während Maripow der kirgisischen Öffentlichkeit bis dato weitestgehend unbekannt war. Im Anschluss an Beratungen am 1. Februar 2021 gab eine breite Regierungskoalition im kirgisischen Parlament die Nominierung Maripows für das Amt des Premierministers bekannt. Am 3. Februar 2021 erhielt das neue Kabinett unter Führung Maripows die Zustimmung des Parlaments, am selben Tag wurde der neue Premierminister vereidigt. Er leitete ein deutlich verkleinertes Kabinett bestehend aus 16 Politikern, die zum großen Teil bereits in früheren Regierungen vertreten waren. Die Zahl der Ministerien und Regierungsbehörden wurde von 48 auf 12 reduziert, nahezu sämtliche Ministerien waren von Umstrukturierungen und Zusammenlegungen betroffen. Dieser Schritt geschah insbesondere auf Drängen von Präsident Dschaparow, der auf diese Weise eine Senkung der Staatsausgaben anstrebte. Maripow nannte die Wiederbelebung der kirgisischen Wirtschaft nach der COVID-19-Pandemie und die Weiterentwicklung des kirgisischen Sozialsystems als Prioritäten. Gleichzeitig betonte der neue Premierminister, keine weitergehenden politischen Ambitionen zu hegen. Die Position des Premierministers im politischen System Kirgisistan gilt seit dem Verfassungsreferendum 2021 und der daraufhin angestrebten Rückkehr zu einem präsidentiellen Regierungssystem als geschwächt, Präsident Dschaparow kündigte darüber hinaus die vollständige Abschaffung des Amtes an.